# Calyptrochaeta nutans
Calyptrochaeta nutans là một loài rêu trong họ Daltoniaceae. Loài này được Hampe S.P. Churchill mô tả khoa học đầu tiên năm 1989.